# Joseph Hürbin

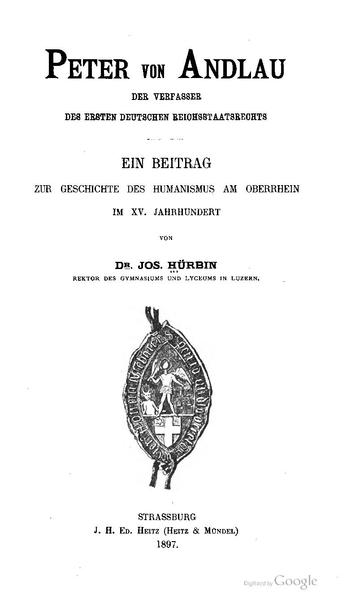
Joseph Hürbin: Peter von Andlau. Der Verfasser des ersten deutschen Reichsstaatsrechts. Titel der Ausgabe Strassburg 1897

Joseph Hürbin (* 21. August 1863 in Zuzgen; † 23. August 1912 in Bern) war ein Schweizer Historiker und Lehrer.
Hürbin studierte zunächst Theologie und dann Geschichte und promovierte 1897 in München über Peter von Andlau. Danach wurde er Lehrer am Luzerner Gymnasium und war später auch dessen Rektor und Schulinspektor. Während seiner Lehrtätigkeit setzte er seine historischen Studien fort, sein Hauptwerk ist das von 1900 bis 1908 in zwei Bänden erschienene Handbuch der Schweizer Geschichte.

## Werke (Auswahl)
- Peter von Andlau, der Verfasser des ersten deutschen Reichsstaatsrechts. Ein Beitrag zur Geschichte des Humanismus am Oberrhein im XV. Jahrhundert. Strassburg 1897.
- Die Statuten der Juristen-Universitat Pavia vom Jahre 1396. Buchdruckerei Raber & Cie., Luzern 1898 (Latein, beic.it).
- Handbuch der Schweizer Geschichte. 2 Bde. Hans von Matt, Stans 1900–08.
  - Band 1: Von den ältesten Zeiten bis zum Eintritt von Basel und Schaffhausen in den Bund der Eidgenossen 1501, Stans 1900.
  - Band 2: Vom Eintritt von Basel und Schaffhausen in den Bund der Eidgenossen 1501 bis zur Bundesverfassung des Jahres 1874, Stans 1908.

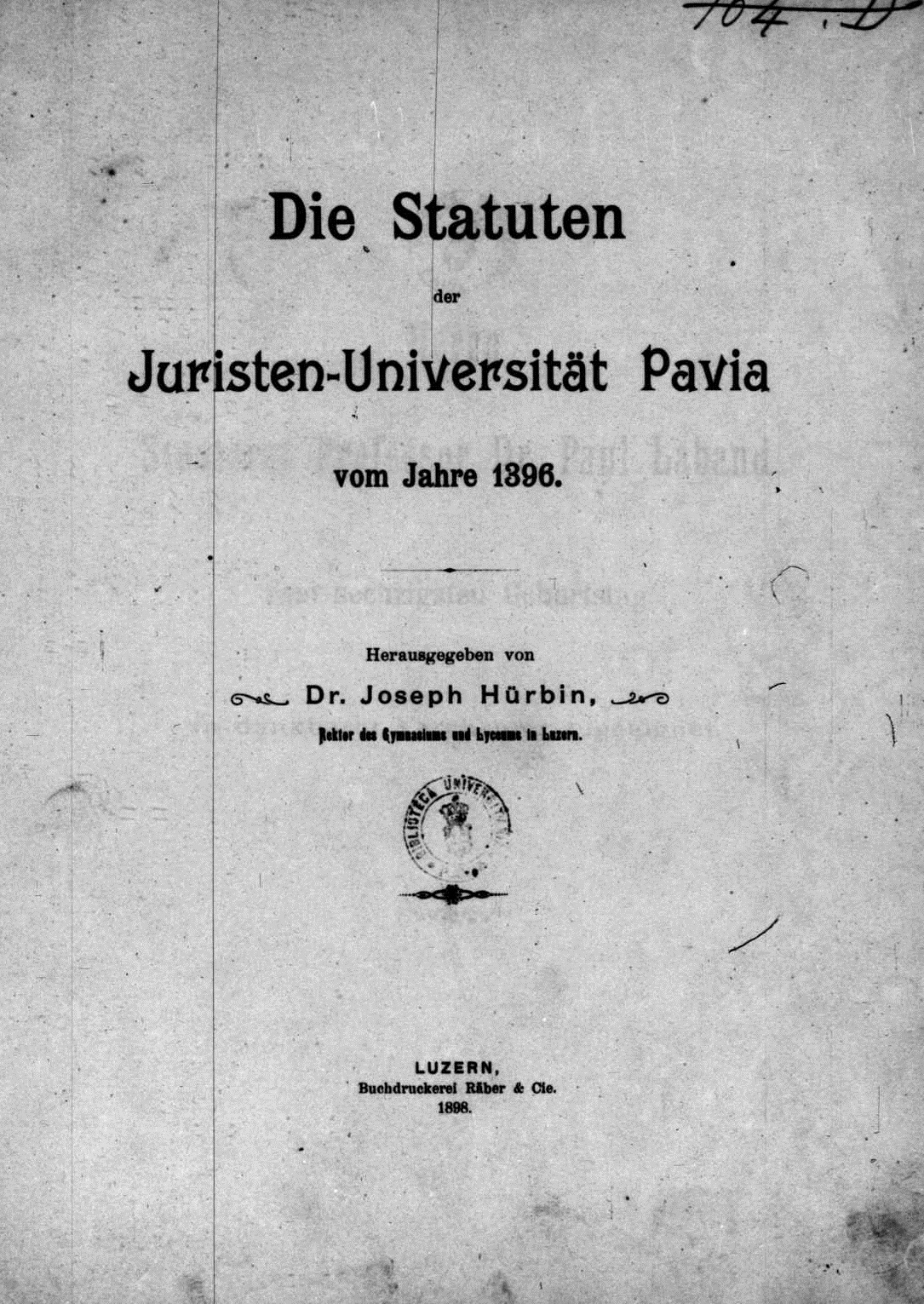
Die Statuten der Juristen-Universitat Pavia vom Jahre 1396, 1898